# Tarcznikowate
Tarcznikowate, tarczniki (Diaspididae) – rodzina owadów z rzędu pluskwiaków licząca około 2650 gatunków, w większości szkodników roślin uprawnych. Tarcznikowate pochodzą z Eurazji i Afryki Północnej, ale obecnie zostały zawleczone także na pozostałe kontynenty. Wiele z gatunków należących do rodziny ma duże znaczenie gospodarcze jako szkodniki roślin ozdobnych i szklarniowych.

## Opis

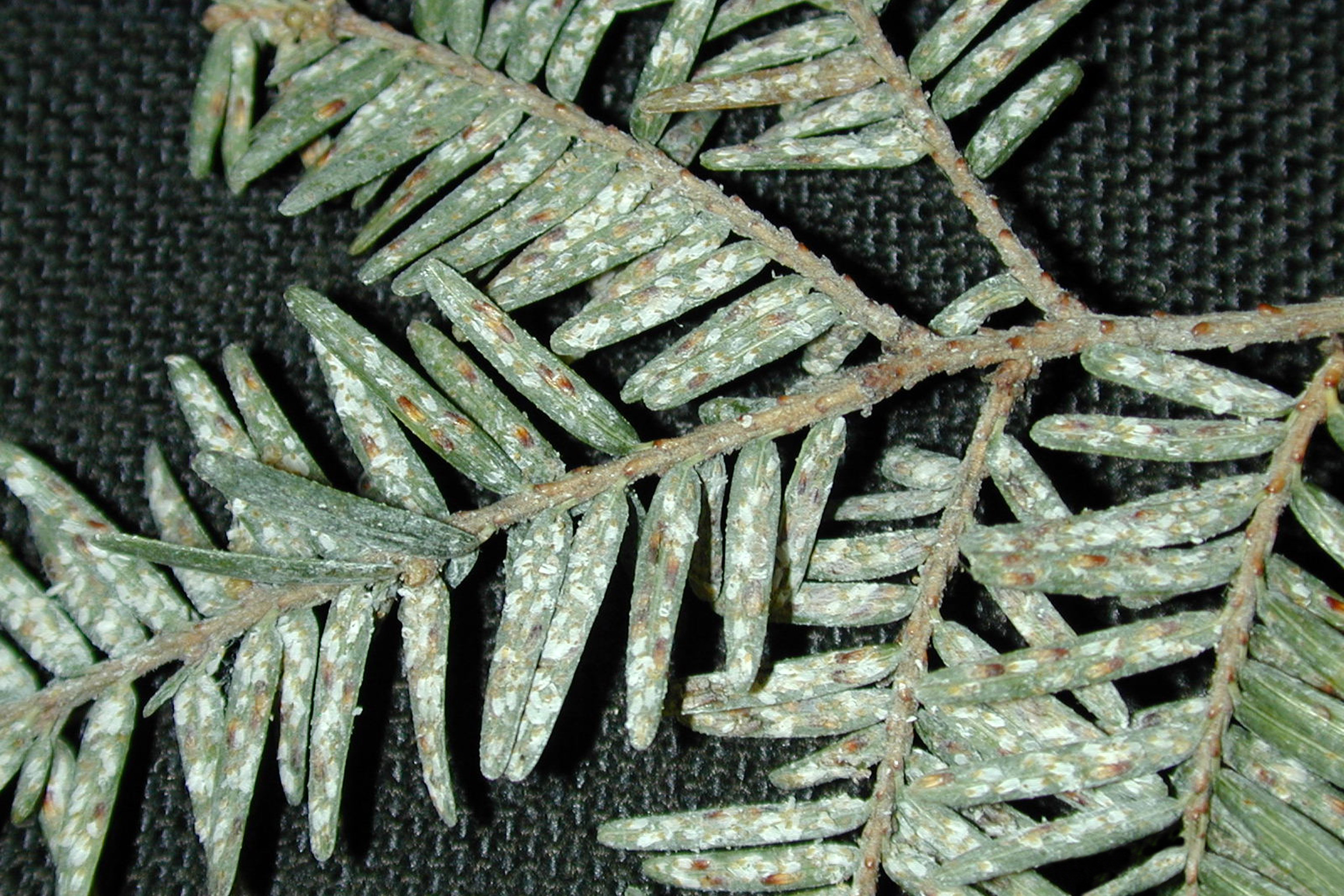
Fiorinia externa z plemienia Diaspidini

Tarcznikowate są owadami niewielkimi, osiągają do kilku mm długości. Samce mniejsze od samic. Większość gatunków jest biała, lecz niektóre z nich są brązowe, czerwonawe, czarne lub nawet przeświecające, czy przezroczyste. U osobników dorosłych występuje skrajny dymorfizm płciowy. Ciało samców podzielone jest na standardowe dla owadów tagmy: głowę, tułów i odwłok. Głowa wyposażona jest u nich 10-członowe czułki, a tułów zwykle w dwie pary skrzydeł. Przednie skrzydła są błoniaste, skąpo użyłkowane, tylne zaś przekształcone w rozpinacze. Samce mogą być także bezskrzydłe. Odnóża mają dobrze wykształcone, natomiast uwstecznieniu u dorosłych samców ulegają narządy gębowe, gdyż nie pobierają one pokarmu. U dorosłych samic natomiast typowe tagmy (głowa, tułów, odwłok) ulegają zlaniu, przez co ciało ma formę robakowatą lub miseczkowatą. Trudno zauważalna jest u nich także segmentacja ciała. Czułki położone są po stronie brzusznej części głowowej i zredukowane do niesegmentowanych guzków. Brak jest u nich odnóży. Zredukowane są oczy. W części tułowiowej ich ciała leży aparat gębowy i przednia lub tylna przetchlinka, a po bokach ciała mikro- i makrogruczoły rurkowe. W części odwłokowej mieszczą się kolce gruczołowe, a w pygidium, otwór analny i gruczoły przypochwowe. Samice niektórych gatunków nigdy nie opuszczają zrzuconej drugiej wylinki i całe życie spędzają w jej wnętrzu. Czwarty do ostatniego segmentu odwłoka są złączone i zesklerotyzowane w płaskie pygidium. Samice w stadium imago są beznogie. Tarcznikowate są skrajnymi hydrofobami.

## Biologia i ekologia

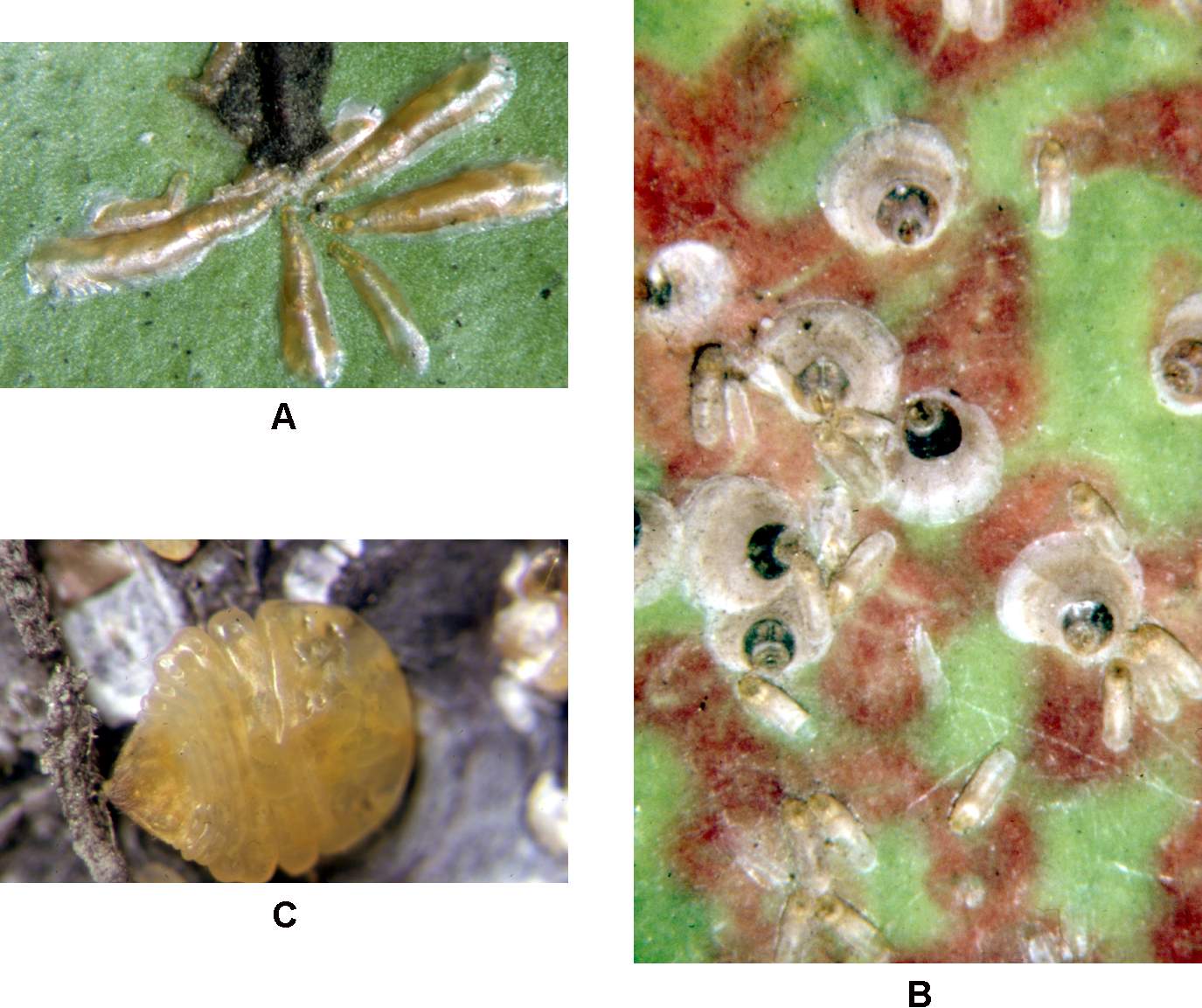
A – Lepidosaphes gloveri – dorosłe samice
B – Parlatoria oleae – dorosłe samice (czarne punkty z otaczającymi je białymi tarczkami)
C – Diaspidiotus juglansregiae – dorosła samica pozbawiona tarczki

Rozmnażanie partenogenetyczne lub płciowe. 
Dymorfizm płciowy przejawia się zarówno w sposobie przebiegu przeobrażenia, jak i liczbie stadiów larwalnych. Samce przechodzą przeobrażenie podobne do holometabolii, w którym po dwóch nieprzyjmujących pokarmu stadiach zwanych przedpoczwarką i poczwarką owad rozwija się do dorosłej, uskrzydlonej postaci.
U samic występuje nieco zmodyfikowane przeobrażenie niezupełne, w którym dorosła, nieuskrzydlona postać przypomina formę niedojrzałą. U większości gatunków występują dwa stadia, lecz spotyka się także gatunki z pojedynczym, kompletnym przeobrażeniem oraz trzy stadia, w którym na końcu drugiego ma miejsce wstępny etap linienia (tzw. apolysis), którego efektem jest postać dorosła.
Cykl życiowy jest zróżnicowany w obrębie rodziny - zależnie od autorów liczba stadiów jest różna: Andersen i in. podają jeden do trzech, Howard i in. dwa, a Miller i in. trzy stadia larwalne u samic, natomiast u samców – trzy (Andersen i in.), cztery (Howard i in.) lub pięć stadiów larwalnych (Miller i in.).
Dorosłych samic tarcznikowatych nie okrywa w drugim stadium larwalnym kutykula, lecz wytwarzają z niej nieprzytwierdzoną do powierzchni ciała strukturę zwaną tarczką – stąd polska nazwa zwyczajowa rodziny. Struktura tarczek jest zróżnicowana na poziomie rodzaju.

## Rozmieszczenie
Występują kosmopolitycznie, z wyjątkiem regionów polarnych. Diaspididae jest największą rodziną Coccoidea. Na świecie opisano ok. 2650 gatunków zgrupowanych w ok. 400 rodzajach. W Europie opisano ok. 130 gatunków tarczników, w tym 60 zaliczanych jest do gatunków obcych. W Polsce stwierdzono 19 gatunków występujących na ozdobnych roślinach uprawianych w szklarniach.

## Systematyka
Rodzina dzieli się na 5 plemion i 10 rodzajów o niepewnej pozycji taksonomicznej. Łącznie rodzina zawiera ok. 150 rodzajów (podział za Biolib.cz):
- plemię Aspidiotini
- plemię Diaspidini
- plemię Leucaspidini
- plemię Odonaspidini
- plemię Parlatoriini
- rodzaj Andaspis Macgillivray, 1921
- rodzaj Annulaspis Ferris, 1938
- rodzaj Aonidomytilus Leonardi, 1903
- rodzaj Aspidaspis Ferris, 1938
- rodzaj Aspidiella Leonardi, 1898
- rodzaj Circulaspis MacGillivray, 1921
- rodzaj Coronaspis MacGillivray, 1921
- rodzaj Dactylaspis Ferris, 1937
- rodzaj Pallulaspis Ferris, 1937
- rodzaj Rungaspis Balachowsky, 1949

Według Andersena i in. najbliżej spokrewnione z Halimococcidae.

## Znaczenie gospodarcze
Diaspididae są wysoko wyspecjalizowanymi pasożytami roślin. Zależnie od rozmieszczenia geograficznego, występują na różnych roślinach-gospodarzach, jak np. na palmach z rodzajów: Areca, Butia, Calamus, Cocos, Dypsis, Raphia, Trachycarpus. Wiele z nich to gatunki inwazyjne. W Polsce gatunki z tej rodziny stwierdzone na wielu roślinach ozdobnych.